# Spermacoce dimorpha
Spermacoce dimorpha là một loài thực vật có hoa trong họ Thiến thảo. Loài này được (J.H.Kirkbr.) Delprete mô tả khoa học đầu tiên năm 2007.